# فيصل بن فهد بن مقرن بن عبد العزيز آل سعود
فيصل بن فهد بن مقرن بن عبد العزيز آل سعود نائب أمير منطقة حائل منذ 26 فبراير 2018.

## تعليمه
درس الأمير فيصل بن فهد مراحله الدراسية المبكرة في مدارس الملك فيصل بالرياض، وأكمل دراسته الجامعية بجامعة الملك سعود التي حصل منها على بكالوريوس في إدارة الأعمال عام 1431هـ، وأكمل في نفس الجامعة دراساته العليا وحصل على ماجستير قيادة إدارية عن دراسة ميدانية تحت عنوان «دور القيادات الإدارية في إمارة منطقة الرياض تجاه الأزمات والكوارث» في عام 1437هـ، كما التحق بعدد من الدورات التدريبية مثل دورة التعاون الدولي، ودورة السياسة الخارجية، ودورة تسريع التحول الرقمي.

## مناصبه ومهامه
قبل تعيينه نائبا لأمير منطقة حائل؛ عمل الأمير في وزارة الداخلية السعودية لمدة 8 أعوام، وشغل فيها منصب مستشار في الإدارة العامة للشؤون القانونية والتعاون الدولي التابعة للوزارة، كما عمل باحث قضايا في إدارة الحقوق العامة بنفس الوزارة، مثل الإدارة في المحافل الدولية وشارك في المؤتمرات واللجان الداخلية والخارجية، كما شارك في اللجنة الإشرافية العليا للحملة الوطنية الشاملة لتعقب وضبط مخالفي أنظمة الإقامة وأمن الحدود (وطن بلا مخالف) وكان ضمن فريق العمل لدراسة مقترح تعديلات نظام المرور، وضمن اللجنة المكلفة بدراسة حالة أبناء القبائل النازحة. وهو نائب رئيس مجلس شباب منطقة حائل حالياً.

## أسرته وحياته الشخصية
ولد الأمير فيصل بن فهد بن مقرن بن عبد العزيز آل سعود في مدينة الرياض في يوم الأحد 21 جمادى الآخرة 1406 هـ الموافق 2 مارس 1986م، والدته هي سمو الأميرة ريما بنت هذلول بن عبد العزيز آل سعود، وزوجته الأميرة سارة بنت عبد الله بن إبراهيم الحديثي، وله من الأبناء فهد و الأميرة ريما.